# 榮勳
荣勋（？—？）字竹农，满洲正白旗人。清末民初官员。

## 生平
荣勋曾任内城巡警总厅厅丞，后接替毓朗担任巡警部左侍郎。1911年袁世凯内阁成立后，理藩部大臣为达寿，副大臣为荣勋。
中华民国成立后，1912年满族同进会成立，荣勋任评议长。
1912年2月清帝溥仪退位后，理藩部仍然暂时负责蒙藏事务，大政方针则由具临时政府性质的“临时筹备处”决定。该时期，理藩部正首领先是达寿，后来达寿“因病不克进署”，中华民国临时大总统袁世凯乃于1912年农历三月初七任命荣勋为理藩部正首领。1912年4月10日，袁世凯任命张元奇为内务次长，专管蒙藏事务。同年4月22日，袁世凯下令内务部接管理藩部，理藩部原来负责的事务划归各部。
1912年7月24日，北京政府成立蒙藏事务局，7月25日公布了《蒙藏事务局官制》。8月5日，内务部发出通告称，概不接受关于蒙藏的文件，蒙藏事务由此正式同内务部脱钩。1912年7月29日，袁世凯任命姚锡光为蒙藏事务局副总裁并暂署总裁。8月5日，姚锡光正式接收视事。同年农历九月初九日，袁世凯正式任命贡桑诺尔布为蒙藏事务局总裁，贡桑诺尔布于10月16日到任视事。10月28日，姚锡光奉使宣抚口北，袁世凯任命荣勋为蒙藏事务局副总裁，荣勋于10月31日到任视事。 
1914年至1916年，荣勋为熊希龄内阁、徐世昌内阁、段祺瑞内阁等内阁的内务次长。
1915年6月7日，《中俄蒙协约》在恰克图签订。同日，中华民国大总统袁世凯发布了大总统令，册封哲布尊丹巴为“外蒙古博克多哲布尊丹巴呼图克图汗”，并特任徐绍桢、荣勋为册封专使。1915年6月16日，中华民国大总统袁世凯任命陈箓为都护使驻库伦办事大员。陈箓于同年10月24日到达库伦后，驻库伦办事大员公署随即开始办公。此后，陈箓开始同外蒙古当局交涉册封事宜。外蒙古当局于1916年3月再度交涉时，同意接受金册、金印，但要求不另派册封专使，由驻库伦办事大员陈箓办理册封事宜。北京政府乃明令委任陈箓为册封专使。